# Anatella alpina
Anatella alpina är en tvåvingeart som beskrevs av Eberhard Plassmann 1977. Anatella alpina ingår i släktet Anatella och familjen svampmyggor. Inga underarter finns listade i Catalogue of Life.